# Titularbistum Hierapolis in Syria dei Siri
Das Erzbistum Hierapolis in Syria dei Siri (ital.: Arcidiocesi di Gerapoli di Siria dei Siri, lateinisch Archidioecesis Hierapolitana in Syria Syrorum) ist ein Titularerzbistum, das vom Papst an Titularerzbischöfe aus der mit Rom unierten Syrisch-katholischen Kirche vergeben wird.
Es geht zurück auf einen untergegangenen Bischofssitz in der antiken Stadt Hierapolis Bambyke, die in der römischen Provinz Syria Coele bzw. in der Spätantike Syria Euphratensis lag. 
| Titularerzbischöfe von Hierapolis in Syria dei Siri |                            |                                                         |                   |                   |
| Nr.                                                 | Name                       | Amt                                                     | von               | bis               |
| 1                                                   | Athanase Ignace Nuri       | emeritierter Erzbischof von Bagdad (Irak)               | 1908              | 9. November 1946  |
| 2                                                   | Eustathe Joseph Mounayer   | Weihbischof in Antiochia (Libanon)                      | 10. Mai 1971      | 4. September 1978 |
| 3                                                   | Clément Georges Schelhoth  | emeritierter Erzbischof von Damaskus (Syrien)           | 4. September 1978 | 4. Oktober 1991   |
| 4                                                   | Camil Afram Antoine Semaan | Patriarchal-Exarch von Jerusalem (Israel und Jordanien) | 28. März 2020     |                   |